# Јужни железнички мост
Јужни железнички мост (мађ. Összekötő vasúti híd) је  железнички мост у Мађарској преко Дунава, који се налази у Будимпешти.

## Ситуација
Мост прелази преко Дунава на северу града тачније у 21. aрондисману. Изграђен је како би омогућио повезивање железничке станице града са постојећом линијом А1.

## Историја
Мост је изграђен између 1873. и 1877. године. Уједно је и први мост у Мађарској који је изграђен изнад Дунава. Срушен током Другог светског рата, мост је поново изграђен између 1948. и 1953. године.